# Région de Princes Town
La région de Princes Town est l'une des neuf régions de l'île de Trinité à Trinité-et-Tobago.